# Organización del Tratado de Prohibición Completa de los Ensayos Nucleares
La Organización del Tratado de Prohibición Completa de los Ensayos Nucleares (OTPCE o en inglés CTBTO, ‘’Comprehensive Test-Ban-Treaty Organization’’) es una organización internacional que se establecerá tras la entrada en vigor del Tratado de Prohibición Completa de los Ensayos Nucleares (TPCE o CTBT en inglés), una convención que prohíbe todas las explosiones nucleares por quien quiera que sea y en cualquier lugar, ya sea sobre la superficie terrestre, en la atmósfera, bajo el agua o bajo tierra. La organización se encargará de la verificación de la prohibición de pruebas nucleares y por lo tanto, operará un sistema de monitorización en todo el mundo. La Comisión Preparatoria de la OTPCE, y su Secretaría Técnica Provisional, se establecieron en 1997 y está situada en Viena, Austria. La Comisión Preparatoria se encarga de hacer los preparativos para la aplicación efectiva del Tratado, en particular mediante el establecimiento de su régimen de verificación.

## Estado
El Tratado de Prohibición Completa de los Ensayos Nucleares (TPCE) entrará en vigor, 180 días después de la ratificación por parte de  los 44 países enumerados en el Anexo 2 del Tratado que fueron designados por tener un reactor nuclear o, al menos, un nivel avanzado en tecnología nuclear. Hasta enero de 2021, tres de estos países no han firmado ni ratificado el Tratado (India, Pakistán y la República Popular Democrática de Corea) y otros cinco lo han firmado pero no ratificado (China,  Egipto,  Estados Unidos, Irán e Israel).

## La Comisión Preparatoria
Puesto que el Tratado aún no ha entrado en vigor, la organización se denomina Comisión Preparatoria del Tratado de Prohibición Completa de los Ensayos Nucleares (OTPCE). La Comisión Preparatoria fue establecida en 1997 y Lassina Zerbo es su Secretario Ejecutivo desde 2013. La organizacion ha tenido previamente dos Secretarios Ejecutivos: Wolfgang Hoffmann de Alemania y Tibor Toth de Hungria.
La función de la Comisión Preparatoria es hacer los preparativos necesarios para la implementación efectiva del Tratado, sobre todo mediante el desarrollo del régimen de verificación, que consiste en  tener operativas las 337 instalaciones del Sistema Internacional de Vigilancia (SIV, en inglés International Monitoring System), el Centro Internacional de Datos (CID) y la Infraestructura Global de Comunicaciones. La Comisión también es la encargada de la realización de diversos manuales, incluido un manual para llevar a cabo las inspecciones in situ.

## El Sistema Internacional de Vigilancia (SIV)
Una vez completado, el SIV contará con estaciones con las siguientes tecnologías: 
- Sismología: 50 estaciones primarias y 120 estaciones auxiliares que detectan las ondas expansivas de la Tierra.
- Hidroacústica: 11 estaciones hidrofónicas que captan las ondas acústicas en los océanos.
- Infrasonidos: 60 estaciones infrasónicas instaladas sobre la superficie que pueden detectar las ondas sonoras de muy baja frecuencia.
- Radionúclidos: 80 estaciones para captar partículas radioactivas y 40 de ellas son también capaces de detectar gases nobles.

Los datos recogidos por las estaciones son enviados al Centro Internacional de Datos de la OTPCE en Viena a través de una red privada en su mayoría vía satélite. Los datos, procesados y analizados pero sin elaborar, se distribuyen de forma igualitaria a los Estados Miembros de la OPTCE y estos pueden ser utilizados para verificación o bien para usos civiles. Más del 89% del sistema de verificación creado por la Comisión Preparatoria está ya operativo.

### Inspecciones In Situ
Se pueden enviar inspecciones in situ a la zona de una posible explosión nuclear cuando los datos del SIV indiquen que allí ha tenido lugar un posible ensayo nuclear, para que los inspectores reúnan pruebas sobre el terreno. Estas inspecciones no se podrán llevar a cabo hasta que el Tratado haya entrado en vigor y requerirá la aprobación de al menos 30 de los 51 miembros del Consejo Ejecutivo de la OTPCE. La inspección de un área de hasta 1000 km² se podrá llevar cabo por un equipo de 40 inspectores.